# Rurrenabaque
Rurrenabaque és una ciutat del nord de Bolívia, a la riba del riu Beni, i la capital del municipi homònim. En els darrers anys s'ha popularitzat entre el turisme internacional ja que és una porta d'entrada per a visitar al Parc Nacional Madidi, que es troba dins de la selva pluvial boliviana. Les excursions comencen tant amb vaixell com a peu. També ofereix accés a la pampa dels voltants. Els seus habitants sovint es refereixen a la ciutat pel seu sobrenom abreujat Rurre. Es troba a la província de José Ballivián al departament de Beni. El territori actualment anomenat Rurrenabaque ha estat habitat pels pobles arawac, tacanes i araones des de temps precolombins.

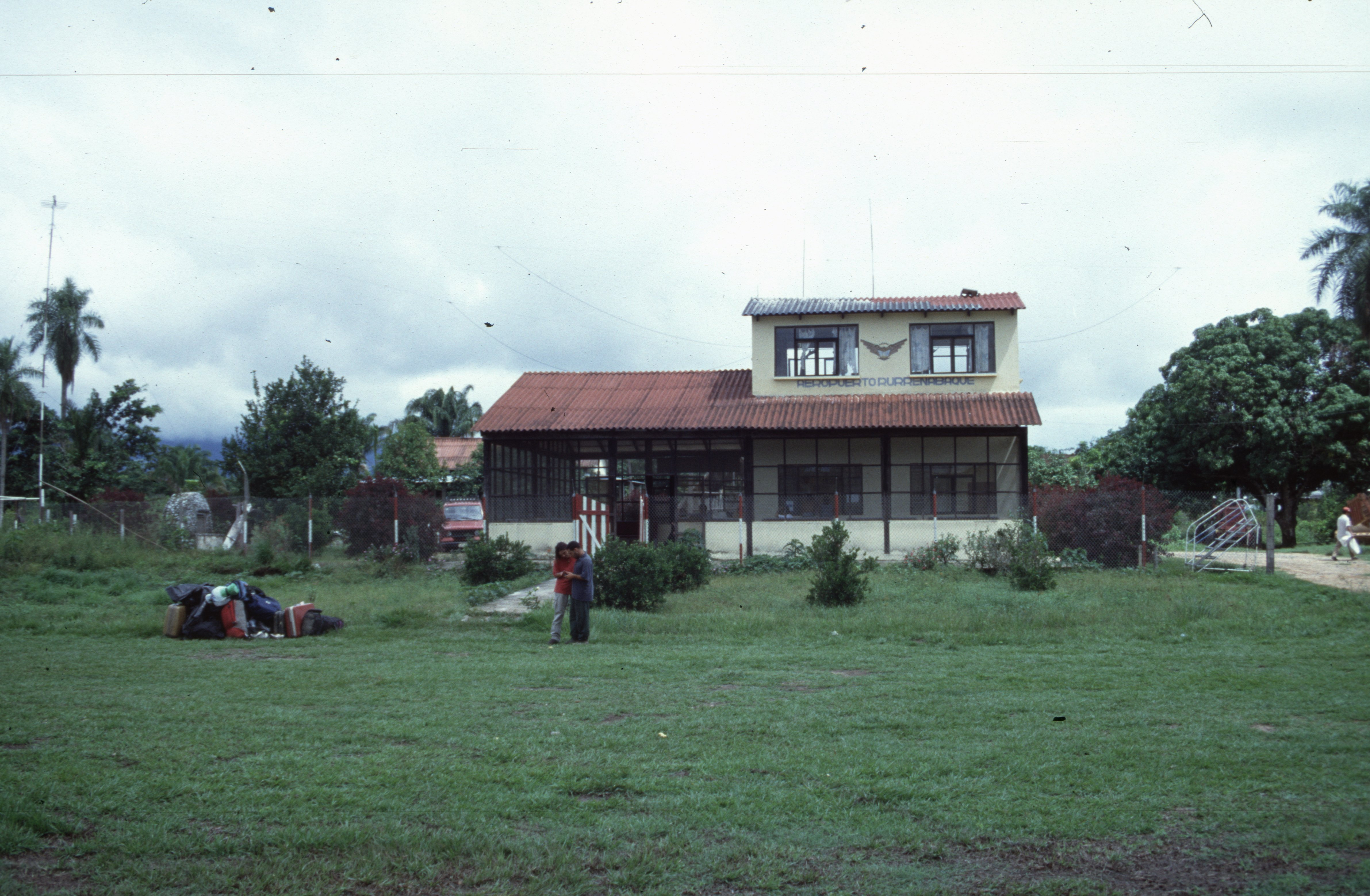
Aeroport de Rurrenabaque

S'arriba a Rurrenabaque amb autobús, 410 km (250 mi) des de La Paz (18 hores), amb taxi llogat (12 hores) o en avió (45 minuts a 1 hora). A finals de 2006 es va obrir una nova carretera en la ruta que passa per Coroico, que va reduir la major part del trànsit motoritzat a l'antiga i més perillosa camí de Los Yungas, també coneguda com la «carretera de la mort», ara emprada per a fer descensos en bicicleta de muntanya.
L'aeroport de Rurrenabaque es va pavimentar el 2010. De vegades, els núvols baixos sobre les muntanyes properes poden dificultar la visibilitat dels avions i evitar que aterrin. També es pot utilitzar un aeroport proper, l'aeroport Reyes, que es troba a 32 quilometres (20 mi) de distància i aproximadament una hora amb autobús. No hi ha muntanyes a prop de Reyes, i l'aeroport sovint té millor temps i menys núvols baixos. Reyes és la capital de la província de José Ballivián.
Rurrenabaque es troba a la riba est del riu Beni. Un pont sobre el riu la connecta amb la població de San Buenaventura a la riba oest. La ciutat té un clima equatorial, limitant amb un clima tropical monsònic, amb una part notablement més seca de l'any. Rurrenabaque, com gran part de Bolívia, està subjecte a variacions climàtiques anuals, especialment com a resultat del canvi climàtic.